# 1 Pucki Dywizjon Lotniczy

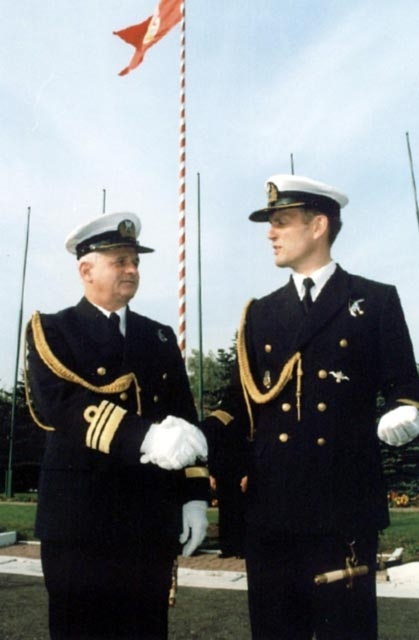
Kmdr por. Pietraszkiewicz i kmdr ppor. Bielawski

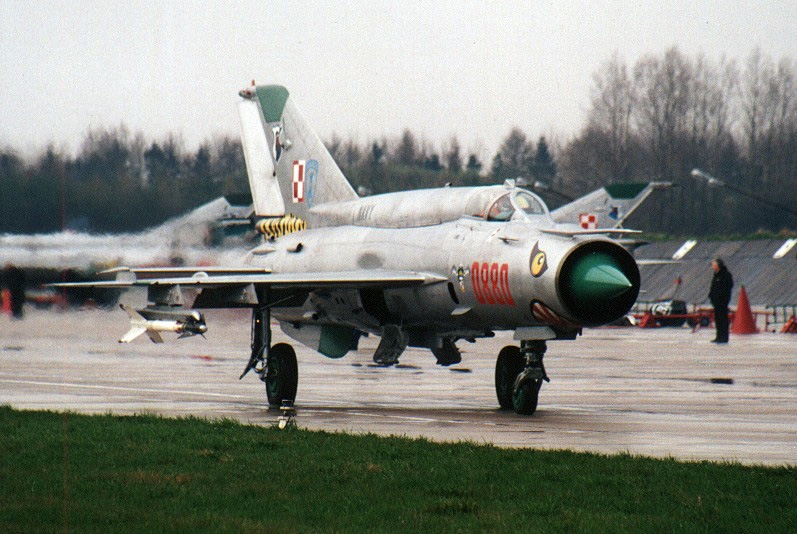
MiG-21 bis z 1 dlMW

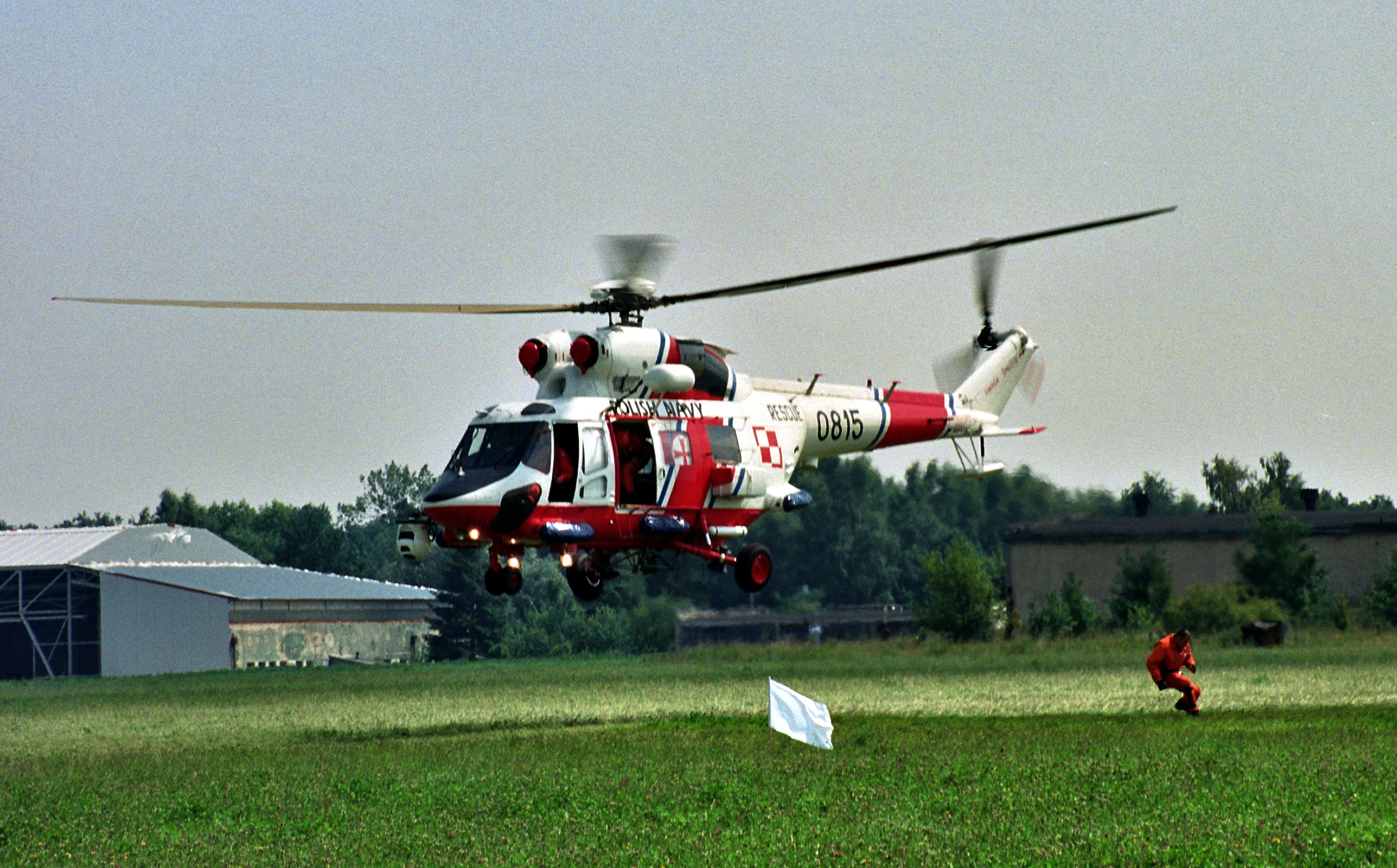
Ratownicza Anakonda z 1 dlMW

1 Pucki Dywizjon Lotniczy – polski dywizjon lotnictwa Marynarki Wojennej, wchodzący w skład Brygady Lotnictwa Marynarki Wojennej. Dywizjon istniał od 1 stycznia 1995 roku do 31 grudnia 2002 roku. W tym czasie stacjonował na lotnisku wojskowym Gdynia Babie Doły.

## Funkcjonowanie
1 dl MW powstał Zarządzeniem Szefa Sztabu Generalnego Wojska Polskiego w sprawie sformowania Brygady Lotnictwa Marynarki Wojennej. Zgodnie z Zarządzeniem nastąpiło przeformowanie 34 Pułku Lotnictwa Myśliwskiego na dywizjon lotniczy i batalion zabezpieczenia oraz rozformowanie 18 Eskadry Lotnictwa Ratowniczo-Łącznikowego i włączenie jej sił i środków do nowo tworzonego dywizjonu.
1 stycznia 1995 roku 1 dlMW wraz z 2 dlMW z Darłówka i 3 dlMW z Siemirowic oraz trzema batalionami zabezpieczenia i jednym dywizjonem technicznym utworzyły Brygadę Lotnictwa Marynarki Wojennej.
Decyzją Ministra Obrony Narodowej o Przeformowaniu struktury organizacyjnej BLMW z 21 stycznia 2002 roku, dywizjony wchodzące w skład Brygady LMW przeformowano w eskadry lotnicze. Na miejscu 1 dlMW powstała 28 Pucka Eskadra Lotnicza, która przejęła w całości jego sprzęt oraz zadania. Po rozformowaniu dywizjonu, 21 stycznia 2003 roku wycofano z lotnictwa Marynarki Wojennej samoloty odrzutowe MiG-21.

## Tradycje
Na podstawie Decyzji Nr 103/MON z dnia 14 lipca 1995 roku Dywizjon przejął dziedzictwo i stał się kontynuatorem tradycji:
- Morskiego Dywizjonu Lotniczego z Pucka 1920-1939;
- 34 Pułku Lotnictwa Myśliwskiego Marynarki Wojennej 1950-1994.

Na podstawie tej samej decyzji jednostka przyjęła nazwę wyróżniającą „Pucki” oraz imię kmdr. por. pil. Edwarda Szystowskiego. Święto zostało ustanowione na 15 lipca. 15 lipca 1995 roku podczas uroczystości w Pucku, Dowódca Dywizjonu - kmdr ppor. pil. Chojnacki odebrał z rąk Dowódcy Marynarki Wojennej Sztandar nadany przez Prezydenta RP Lecha Wałęsę.

## Struktura
Dywizjon podzielony był na trzy eskadry: A i B, operujące na samolotach odrzutowych oraz C, operującą na śmigłowcach ratowniczych i transportowych, samolotach patrolowych. Eskadry dzieliły się na klucze.

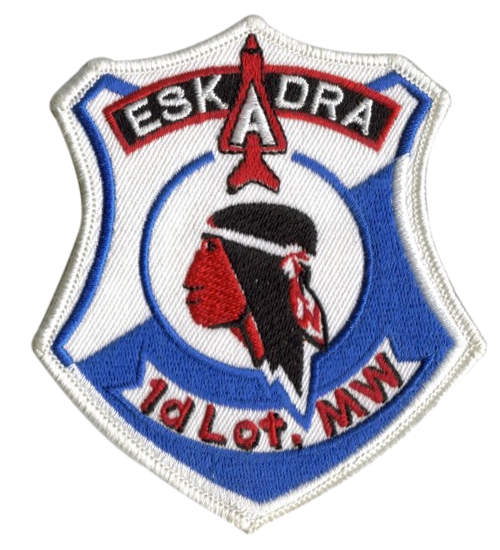
Oznaka rozpoznawcza eskadry A
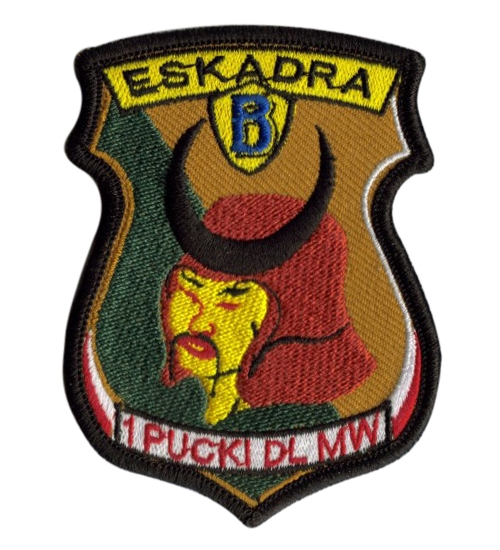
Oznaka rozpoznawcza eskadry B
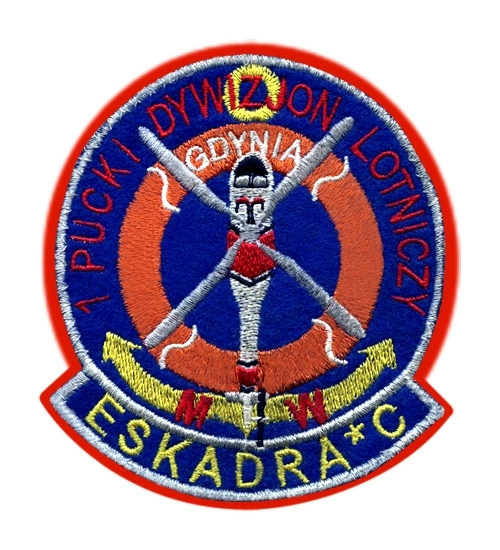
Oznaka rozpoznawcza eskadry C

## Dowódcy
- kmdr ppor. dypl. pil. Zenon Chojnacki
- kmdr por. dypl. pil. mgr inż. Stanisław Pietraszkiewicz
- kmdr ppor. pil. Czesław Bielawski

## Wyposażenie
- samolot myśliwski MiG-21 bis A
- samolot szkolny MiG-21 UM
- śmigłowiec ratowniczy PZL W-3 RM Anakonda
- śmigłowiec transportowo-pasażerski PZL W-3 Sokół
- śmigłowiec transportowy Mi-17
- śmigłowiec transportowy Mi-2
- samolot transportowo-pasażerski An-28
- samolot patrolowo-rozpoznawczy PZL M-28 Bryza 1R

## Zadania 1 dlMW
- osłona lotnicza własnych zespołów okrętów,
- rozpoznanie i wskazanie celów dla okrętów nawodnych,
- ochrona i obrona baz morskich przed atakami z powietrza,
- zabezpieczenie ratownicze działań Marynarki Wojennej oraz statków cywilnych i kutrów rybackich (śmigłowce ratownicze polskiego lotnictwa morskiego są częścią systemu międzynarodowego ratownictwa morskiego SAR),
- pełnienie całodobowych dyżurów ratowniczych i bojowych,
- monitoring ekologiczny akwenów morskich.

## Wypadki lotnicze
- 28 czerwca 1996 roku rozbił się w Bałtyku MiG-21bis nr boczny 8870, zginął kmdr ppor. pil. Sławomir Guzowski[2].